# Всемирный Кубок чемпионов по волейболу среди мужчин 2005
4-й розыгрыш Всемирного Кубка чемпионов по волейболу среди мужчин прошёл с 22 по 27 ноября 2005 года в двух городах Японии с участием 6 национальных сборных команд. Обладателем Кубка во второй раз в своей истории стала сборная Бразилии.

## Команды-участницы
Япония — команда страны-организатора;
Италия — чемпион Европы 2005;
США — чемпион Северной, Центральной Америки и Карибского бассейна 2005;
Бразилия — чемпион Южной Америки 2005;
Египет — чемпион Африки 2005;
Китай — по приглашению организаторов турнира.

## Система проведения
6 команд-участниц розыгрыша Всемирного Кубка чемпионов провели однокруговой турнир, по результатам которого определены итоговые места.

## Результаты
| М | Команда  | 1   | 2   | 3   | 4   | 5   | 6   | И | В | П | С/П  | О  |
| - | -------- | --- | --- | --- | --- | --- | --- | - | - | - | ---- | -- |
| 1 | Бразилия |     | 3:1 | 3:2 | 3:1 | 3:0 | 3:2 | 5 | 5 | 0 | 15:6 | 10 |
| 2 | США      | 1:3 |     | 3:0 | 3:1 | 3:0 | 3:0 | 5 | 4 | 1 | 13:4 | 9  |
| 3 | Италия   | 2:3 | 0:3 |     | 3:0 | 3:0 | 3:0 | 5 | 3 | 2 | 11:6 | 8  |
| 4 | Япония   | 1:3 | 1:3 | 0:3 |     | 3:2 | 3:2 | 5 | 2 | 3 | 8:13 | 7  |
| 5 | Египет   | 0:3 | 0:3 | 0:3 | 2:3 |     | 3:2 | 5 | 1 | 4 | 5:14 | 6  |
| 6 | Китай    | 2:3 | 0:3 | 0:3 | 2:3 | 2:3 |     | 5 | 0 | 5 | 6:15 | 5  |

Нагано
22 ноября
Бразилия — США 3:1 (25:27, 25:22, 25:19, 26:24); Италия — Китай 3:0 (25:15, 25:15, 25:17); Япония — Египет 3:2 (25:16, 23:25, 14:25, 25:23, 15:5).
23 ноября
Бразилия — Китай 3:2 (23:25, 26:28, 25:11, 25:18, 15:10); Италия — Египет 3:0 (25:20, 25:18, 25:19); США — Япония 3:1 (25:22, 22:25, 25:21, 25:23).
Токио
25 ноября
Египет — Китай 3:2 (25:23, 21:25, 21:25, 25:21, 15:12); США — Италия 3:0 (25:23, 25:20, 25:18); Бразилия — Япония 3:1 (25:21, 25:20, 23:25, 25:18).
26 ноября
США — Египет 3:0 (25:12, 25:21, 25:15); Бразилия — Италия 3:2 (32:30, 25:20, 23:25, 22:25, 15:13); Япония — Китай 3:2 (25:14, 24:26, 25:20, 35:37, 15:8).
27 ноября
США — Китай 3:0 (25:16, 25:21, 25:18); Бразилия — Египет 3:0 (25:21, 25:20, 25:21); Италия — Япония 3:0 (25:20, 25:22, 25:20).

## Итоги

### Положение команд
| Бразилия  |
| США       |
| Италия    |
| 4. Япония |
| 5. Египет |
| 6. Китай  |

### Призёры
Бразилия: Марсело Элгартен, Андре Эллер, Жилберто Годой Фильо (Жиба), Мурило Эндрес, Андре Насименто, Сержио Сантус, Андерсон Родригис, Самуэл Фукс, Густаво, Родриго Сантана (Родриган), Уэсли Рибейро, Рикардо Гарсия. Главный тренер — Бернардо Резенде.
  США: Питер Олри, Джеймс Польстер, Кристофер Тамаш, Ричард Ламбурн, Филлип Изертон, Дональд Саксо, Уильям Придди, Райан Миллар, Райли Сэлмон, Томас Хофф, Клейтон Стэнли, Дэвид МакКензи. Главный тренер — Хью МакКатчен.
  Италия: Луиджи Мастранджело, Джакомо Синтини, Валерио Вермильо, Алессандро Папарони, Альберто Чизолла, Кристиан Савани, Лука Тенкати, Мирко Корсано, Алессандро Феи, Михал Ласко, Паоло Коцци, Матей Чернич. Главный тренер — Джанпаоло Монтали.

### Индивидуальные призы
MVP:  Андре Насименто
Лучший нападающий:  Алессандро Феи
Лучший блокирующий:  Райан Миллар
Лучший на подаче:  Ахмед Абдалла
Лучший связующий:  Рикардо Гарсиа
Лучший либеро:  Мирко Корсано
Самый результативный:  Андре Насименто